# Ermita de San Antón (La Nave)
Ermita de San Antón, situada en la Localidad de La Nave dependiente del Ayuntamiento de Miranda de Ebro, (Provincia de Burgos, España) es una edificación de estilo románico de transición construida en el siglo XIII y continuada en gótico primitivo en el siglo XIV y concluida en estilo barroco en el siglo XVIII.

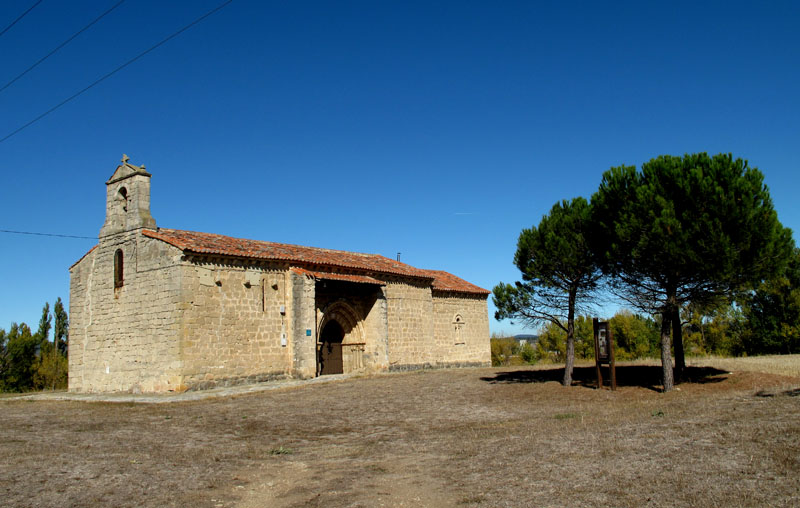
Ermita de San Antón de la localidad de La Nave.

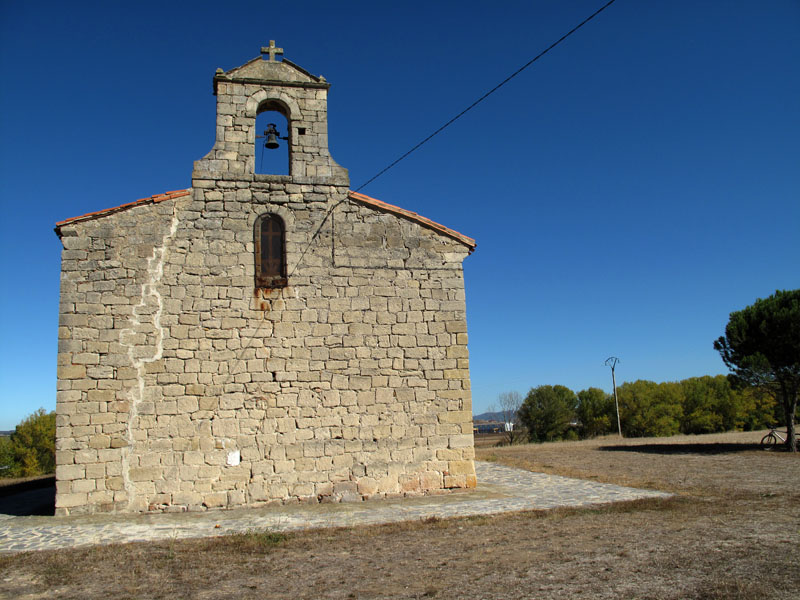
Espadaña de la ermita.

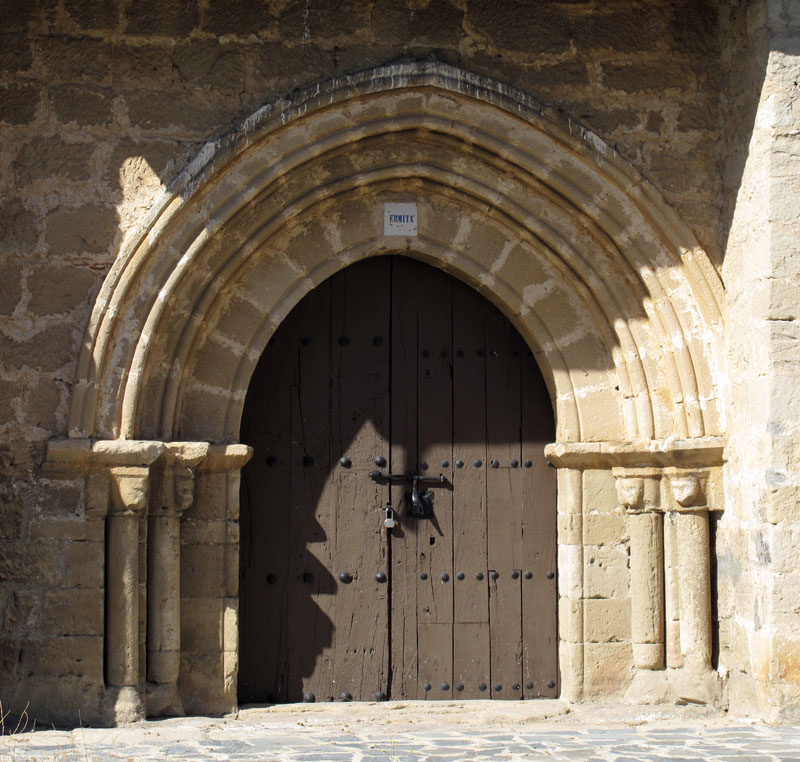
Puerta de acceso al templo religioso.

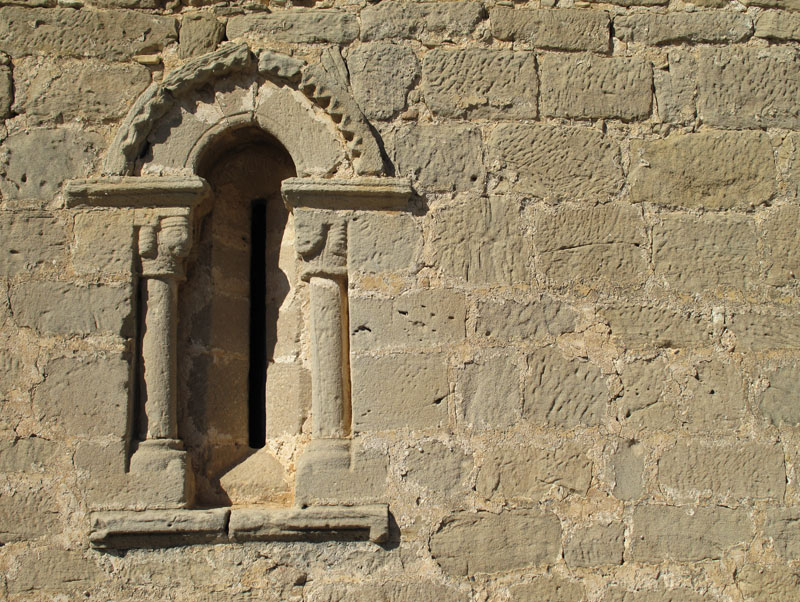
Vano en la fachada del edificio adornado por una arquivolta y dos columnas.

Se trata de un templo de una sola nave, con sendos contrafuertes que enmarcan la portada, sosteniendo un tejadillo para resguardar la entrada. La portada presenta un arco apuntado de dovelas muy regulares.
El ábside es de cabecera cuadrada de menor altura y anchura que el resto de la nave, dos vanos con arcos de medio punto de extradós decorado con puntas de diamante y arquivolta lisa, sobre dos columnas. El hastial presenta una espadaña en la que se abre un vano de medio punto. La nave se divide en tres tramos por medio de dos arcos fajones y se cubre con bóvedas de aristas.

## Festividad de San Antón
El 17 de enero de cada año se celebra en la ermita la festividad de San Antón y los mirandeses acuden a la misma para bendecir sus animales. Como nota curiosa, en 2006 se pudo observar a la madre del caballo que sale en la película Alejandro Magno, en la historia llamado Bucéfalo, ya que su criador tiene relación con Miranda de Ebro.